# Mazurek Dąbrowskiego
Mazurek Dąbrowskiego (« La Mazurka de Dombrowski ») est un chant patriotique polonais écrit en 1797 en Italie, lors de la création des Légions polonaises au service de la République française, précisément dans le cadre de l'armée d'Italie du général Bonaparte, dont le nom est cité dans le chant. 
Celui-ci a d'abord été appelé Pieśń Legionów Polskich we Włoszech (« Chant des légions polonaises en Italie ») ; le nom actuel fait référence à un des deux généraux polonais placés à la tête de ces unités.
Créé alors que l'État polono-lituanien, la république des Deux Nations, vient de disparaître à la suite du troisième partage de la Pologne (1795), ce chant de guerre devient en 1927 l'hymne national de la république de Pologne établie en 1918.

## Contexte

### Les légions polonaises de l'armée d'Italie
Le 24 octobre 1795, le troisième partage de la Pologne met fin à l'État polonais, après l'échec d'une ultime tentative, l'insurrection de Kosciuszko, vaincue en novembre 1794. Le territoire de la Pologne est intégralement partagé entre la Russie, la Prusse et l'Autriche. 
Un certain nombre d'officiers de l'insurrection ont pris le chemin de l'exil et se sont tournés vers la France, qui a les mêmes ennemis que la Pologne dans le cadre des guerres de la première coalition (que la Prusse a cependant quittée en avril 1795, par le traité de Bâle). 
Le gouvernement français du Directoire envoie ces officiers polonais vers l'armée d'Italie, commandée par le général Bonaparte, dont l'ennemi principal est l'Autriche. 
Deux légions polonaises sont créées par Bonaparte. Elles sont commandées par des officiers de l'insurrection de Kosciuszko, les généraux Jean-Henri Dombrowski et Karol Kniaziewicz. Les soldats sont le plus souvent des déserteurs polonais de l'armée autrichienne.

## Présentation du chant

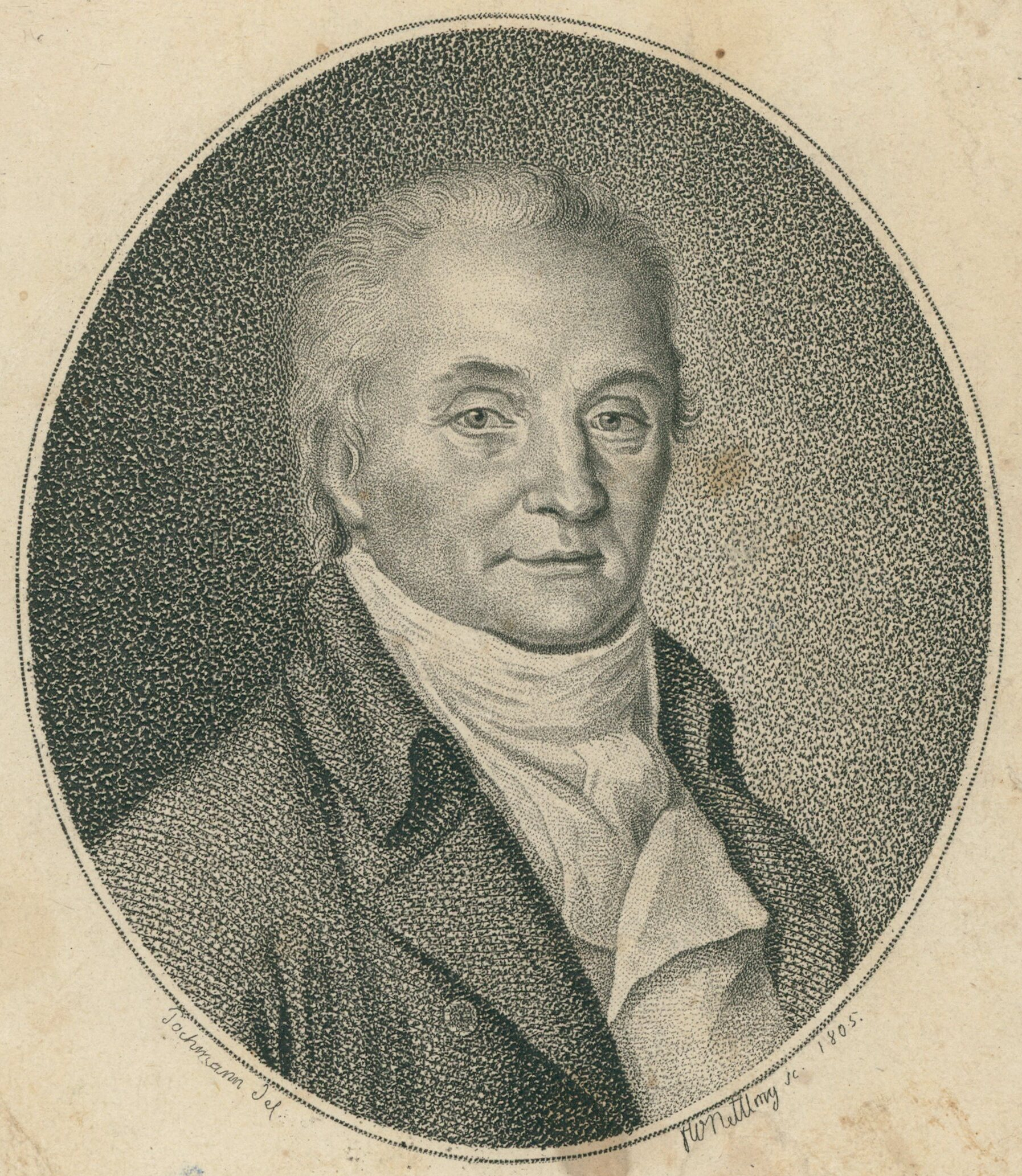
Józef Wybicki est un officier, homme politique et écrivain.

Le texte du Chant des légions polonaises en Italie est écrit, sans doute en juillet 1797 à Reggio d'Émilie, par le général Józef Wybicki, lui aussi participant notable à l'insurrection de 1794. 
Hommage aux Polonais de l'armée d'Italie, il inclut aussi un hommage à « Bonaparte », qui, à ce moment, n'est encore qu'un des nombreux généraux de talent des armées de la République française (Dał nam przykład Bonaparte, « Bonaparte nous a donné l'exemple »). L'hymne national polonais est ainsi le seul hymne national qui évoque explicitement Napoléon Bonaparte. 
C'est aussi un hommage au patriotisme polonais : en particulier, son premier vers Jeszcze Polska nie zginęła (« La Pologne n'a pas encore péri ») s'élève contre la situation résultant du troisième partage. 
L'auteur de la musique n'est pas connu,. Elle a longtemps été attribuée au prince Michał Kleofas Ogiński, mais cette attribution est aujourd'hui considérée comme inexacte, la musique étant alors désignée comme « air folklorique » (une mazur (mazur) plutôt qu'une mazurka (mazurek), en fait).

## Historique
Il est chanté pour la première fois aux alentours du 19 juillet 1797 à Reggio d'Émilie. Il devient très vite populaire dans les Légions, fait évoqué par Dombrowski dans une lettre à Wybicki du 29 août 1797.
Le texte est publié en 1799 à Mantoue dans le journal des Légions Dekada Legionowa. 
Par la suite, il est utilisé par les soldats polonais de la Grande Armée durant toute la période napoléonienne, notamment lors de l'entrée à Poznań en 1806 (guerre de la Quatrième Coalition) et à l'époque du duché de Varsovie (1807-1813).
Dans le royaume de Pologne, créé en 1815 par le congrès de Vienne pour le tsar Alexandre Ier, l'usage de la Mazurka de Dombrowski est interdit dans l'armée, mais elle reste très populaire, et va revenir au premier plan pendant l'insurrection de 1830-1831, aux côtés d'un autre chant patriotique créé en 1831, La Varsovienne.
Deux compositeurs, Karol Kurpiński (1785-1857) et Richard Wagner (1813-1883) utilisent la musique dans des œuvres orchestrales, respectivement : une fugue pour piano et orchestre jouée le 1er janvier 1831 à Varsovie et l'ouverture Polonia, publiée en 1836, mais sans doute écrite en 1832. 
Le chant, traduit dans de nombreuses langues, est utilisé par d'autres insurgés, notamment en 1848 à Berlin, Vienne et Prague. 
Après le rétablissement de la Pologne le 11 novembre 1918, la Mazurka de Dombrowski devient l'hymne national officiel de la république de Pologne le 26 février 1927.

### Pages connexes
- La Varsovienne
- Rota